# Бахчисарайський парк мініатюр
Бахчисарайський парк мініатюр — третій і найбільший парк мініатюр на Кримському півострові і по займаній території (2,5 га), і за кількістю представлених тут об'єктів. Розташований в місті Бахчисараї, за адресою: вулиця Леніна, 4. Вартість квитка (300 російських рублів для дорослих та 150 для дітей) включає 80 хвилинну екскурсію.
В парку зібрана колекція мініатюрних копій пам'яток Криму, відтворених в масштабі 1:25, з Бахчисараю, Севастополя, Ялти, Сімферополя, Алушти, Євпаторії, Феодосії, Судака, Керчі, Фороса, Сімеїза та інших міст і селищ Криму. Це палаци, замки і старовинні садиби, храми, музеї, пам'ятники, адміністративні будівлі та інше. Всього понад 70 макетів.
Мініатюри виконані з високоякісного пластику, який перш пройшов дворічне випробування на спеку, холод, дощ. Кожна деталь вирізувалася із пластику на верстаку. Є експонати, в яких налічується понад дві тисячі деталей. Своїм завданням майстри ставили дотримання всіх пропорцій і деталей. Частина креслень будівель майстрам вдалося знайти, інші виготовляли самостійно, для чого робилися тисячі фотознімків і вимірів. Над кожним об'єктом, представленим у парку, працювала ціла команда фахівців: фотографи, інженери, архітектори, 3D дизайнери, художники та інші спеціалісти.

## Зони
Територія парку розділена на три зони:
- Найбільшу з них займає безпосередньо сам парк мініатюр. Серед макетів:

- - Алупка: Воронцовський палац;
  - Алушта: Алуштинський акваріум, Дача купця М. Д. Стахєєва;
  - Бахчисарай: Ханський палац, Будинок Пачаджі, Мечеть «Орта-Джамі», Зинджирли-медресе;
  - Виноградне: Будинок догори дном
  - Гаспра: Ластівчине гніздо, Палац Харакс, Палац Кічкіне, Палац графині Паніної;
  - Євпаторія: Євпаторійський краєзнавчий музей, Вілла «Сфінкс», Мечеть Джума-Джамі, Дача Терентьєва, Дача «Альпійська троянда», Дача «Джаліта», Музей «Дім вина», Синагога Егія-Капай, Будинок Постнікова;
  - Керч: Церква Івана Предтечі, Жіноча Романівська гімназія, Обеліск Слави;
  - Кореїз: Палац Дюльбер;
  - Лівадія: Лівадійський палац;
  - Масандра: Масандрівський палац;
  - Научний: Кримська астрофізична обсерваторія;
  - Ореанда: Пансіонат «Гліцінія»;
  - Севастополь: Байдарські ворота, Петропавловський собор, Панорама «Оборона Севастополя 1854—1855 років», Військово-історичний музей Чорноморського флоту, Микільська церква, Графська пристань, Пам'ятник затопленим кораблям, Каплиця святого Георгія Побідоносця, Діорама «Штурм Сапун-гори 7 травня 1944 року», Інкерманський печерний монастир, Пам'ятник авіаторам-чорноморцям, Меморіал «Багнет і вітрило», Матроський клуб;
    - Херсонес Таврійський: Сигнальний дзвін, Володимирський собор, Уваровська базиліка, Античний амфітеатр, Базиліка 1935 року;

  - Сімеїз: Вілла «Мрія», Вілла «Ксенія»;
  - Сімферополь: Міжнародний аеропорт «Сімферополь», Будівля Верховної Ради Автономної Республіки Крим, Сімферопольський залізничний вокзал, Свято-Петро-Павлівський кафедральний собор, Кінотеатр «Сімферополь», Кенаса, Будинок Чірахова, Будівля Сімферопольського товариства взаємного кредиту, Олександро-Невський собор, Кримський республіканський краєзнавчий музей, Будинок Воронцова, Особняк Дінцера;
  - Судак: Генуезька фортеця;
  - Утьос: Палац княгині Гагаріної;
  - Феодосія: Музей Олександра Гріна, Башта «Білий басейн», Дача Вікторія, Феодосійська національна картинна галерея, Дача Мілос, Дача Стамболі;
  - Форос: Церква Воскресіння Христового;
  - Чорноморське: Чорноморська вітрова електростанція;
  - Ялта: Будинок Чехова, Вірменська церква; Ялтинський історико-літературний музей (Вілла М. П. Антарової).

Крім того, тут представлені макети таких всесвітньо відомих пам'яток як монументи «Батьківщина-Мати» (Київ), «Батьківщина-мати кличе!» (Волгоград) і Статуя Свободи (Нью-Йорк).
Біля переважної частини макетів встановлені таблички з описом об'єктів російською мовою. Також можливо прослухати аудіоопис російською, англійською та турецькою мовами.
- По сусідству з ним — розташовується «Мультіпарк» — парк для дітей, в якому представлені персонажі з мультфільмів. Тут же встановлено кілька безоплатних батутів.

- Третя зона являє собою контактний мінізоопарк, в якому мешкають поросята, кози, павичі, кури, гуси, черепахи, нутрії та інші тварини.